# Thomas Mann
Thomas Mann (Lübeck, 6 de junio de 1875-Zúrich, 12 de agosto de 1955) fue un escritor alemán, uno de los más importantes de su generación. Es recordado por el profundo análisis crítico que desarrolló en torno al alma europea y alemana en la primera mitad del siglo XX, para lo que tomó como referencias principales la Biblia y las ideas de Goethe, Freud, Nietzsche y Schopenhauer.
Sus ensayos e ideas sobre temas políticos, sociales y culturales recibieron una amplia atención. Si bien inicialmente era escéptico respecto de la democracia occidental, se convirtió en un acérrimo defensor de la República de Weimar a principios de la década 1920. Durante el período nacionalsocialista emigró a Suiza y en 1938 hacia los Estados Unidos, donde adquirió la ciudadanía de dicho país en 1944. Desde 1952 hasta su muerte, residió en Suiza.
A pesar de que su obra más conocida sea la novela La montaña mágica, Thomas Mann recibió el Premio Nobel de Literatura en 1929 «principalmente por su gran novela, Los Buddenbrook, que ha merecido un reconocimiento cada vez más firme como una de las obras clásicas de la literatura contemporánea».

## Biografía

### Infancia y juventud (1875-1894)
Paul Thomas Mann nació el 6 de junio de 1875 en una acaudalada familia de Lübeck, entonces un Estado federado del recientemente creado Imperio alemán. Thomas Johann Heinrich Mann, su padre, era el propietario de una compañía dedicada al comercio de cereales que llegaría a ser senador del Estado y se había casado con Julia Da Silva-Bruhns, nacida en Brasil y de educación católica, que procedía de una familia de comerciantes germano-brasileños. La pareja tuvo cinco hijos: el mayor, nacido en 1871, fue el también famoso novelista Heinrich Mann y, después de Thomas, otros tres, Julia (1877-1927), Carla (1881-1910) y Viktor (1890-1949).

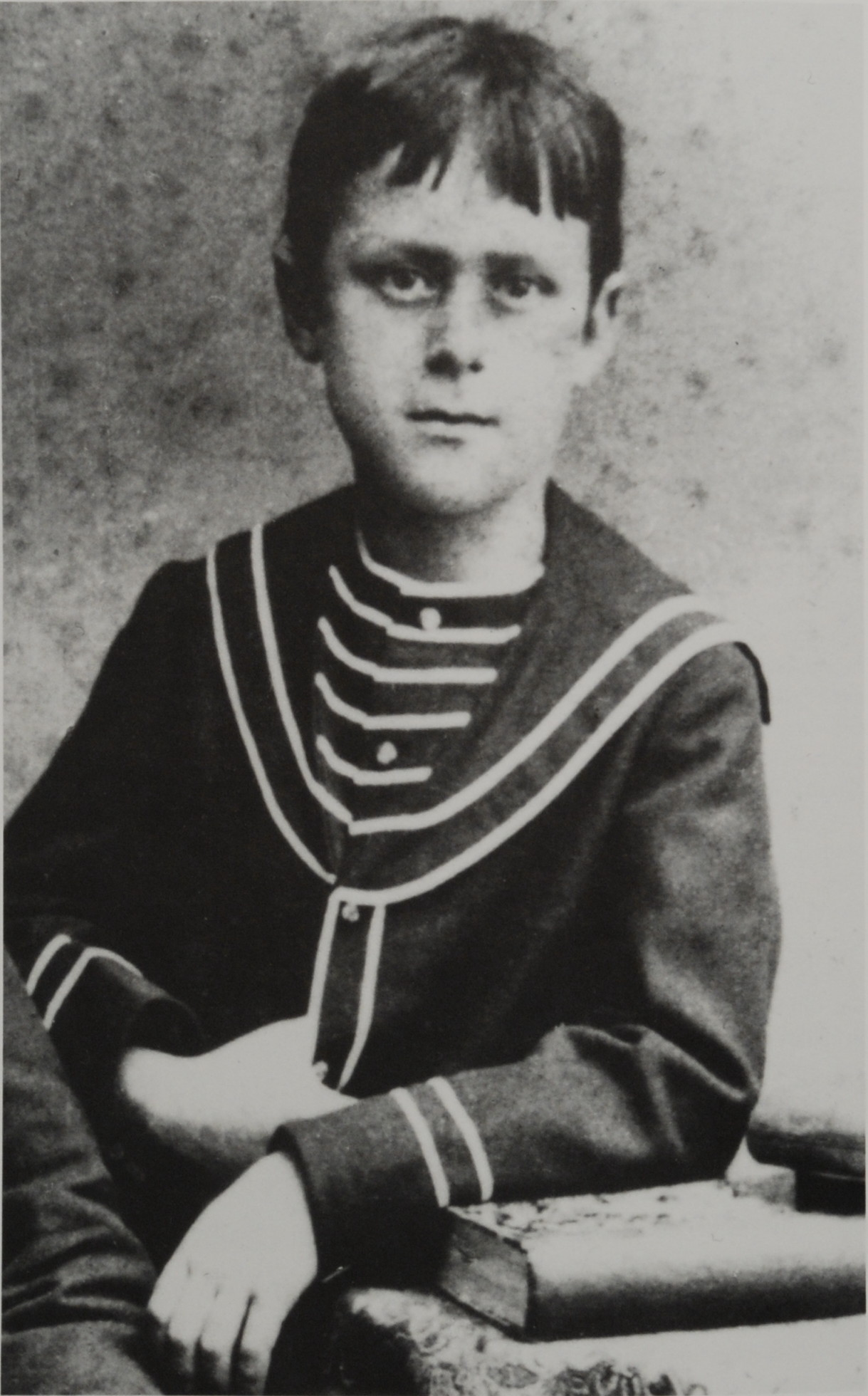
El joven Thomas Mann (1884).

Mann fue bautizado el 11 de junio en la iglesia de Santa María, templo luterano a cuya reconstrucción contribuyó tras la Segunda Guerra Mundial. Como era norma en las clases altas, no acudió a la escuela primaria, sino que recibió educación privada. En 1882, ingresó en un liceo en el que debía realizar seis cursos, aunque no era buen estudiante y debió repetir un año. Después pasó en 1889 al Katharineum, un prestigioso instituto de bachillerato en el que, destinado como estaba al comercio, no recibió la educación clásica en humanidades sino el Realgymnasium, una enseñanza en lenguas modernas más adaptada al uso práctico.
Con un rendimiento académico bastante pobre, pocas de las referencias culturales de Mann proceden de su etapa escolar, quizá con la excepción de sus conocimientos de latín. En particular, su aprendizaje literario y artístico fue esencialmente autodidacta, siguiendo en estos años los pasos de Heinrich, su hermano mayor. Schiller, Heine, Nietzsche, Hermann Bahr y Paul Bourget fueron sus primeras lecturas independientes. También se sintió fascinado, aunque no debido a la influencia de Heinrich, por la música de Wagner, afición que atribuiría posteriormente a muchos de sus personajes.
De sus años en el Katharineum proceden los primeros datos conocidos sobre la vida amorosa del joven Mann. Para estos aspectos más personales de su biografía, la información disponible proviene principalmente de sus memorias (Relato de mi vida, 1930), de sus diarios (aunque en 1896 quemó los correspondientes a su adolescencia dejó muchas referencias en años posteriores) y de la gran cantidad de correspondencia que se conserva, tanto suya propia como la de otros. La correspondiente a este periodo proviene sobre todo de la mantenida entre su hermano Heinrich y sus amigos comunes. Además, y esto es muy característico de su concepción de la literatura, existen gran cantidad de alusiones autobiográficas, frecuentemente inequívocas, dispersas en toda su obra.
Probablemente en el invierno de 1889, se sintió atraído por su compañero Armin Martens, a quien inmortalizó como Hans Hansen en su novela de 1903 Tonio Kröger. Muchos años después, en 1955, en una carta dirigida a otro alumno del Katharineum, definió a Armin como «su primer amor» y le reveló que al confesar a este sus sentimientos «no supo qué hacer» con ellos. Al año siguiente, conoció a Williram Timple, en cuya casa se alojaría un tiempo antes de su marcha a Múnich y con quien no llegaría nunca a sincerarse como hizo con Armin. Willri aparece en La montaña mágica «sublimado» como Pribislav Hippe, un compañero de clase de Hans Castorp; el hilo conductor de este personaje es el préstamo de un lápiz, préstamo que se acompaña de connotaciones amorosas: en 1953, paseando por Lübeck, Thomas Mann aún rememoraba a William Timple y a su lápiz, que había existido realmente. Williram, Armin y Thomas asistían por entonces a unas clases de baile y, si hacemos caso a la ficción, en ellas una muchacha, Magdalena Brehmer (Magdalena Vermehren en Tonio Kröger), se enamoró de Thomas, sin que haya indicios de que aquello llevara a ningún tipo de relación entre ambos.
Ya en su juventud, Mann escribía con propósitos serios, pero en estos años no se consideraba a sí mismo un narrador sino un «poeta lírico-dramático». Componía poesía al estilo de Heine, Schiller o Theodor Storm, además de algunas obras de teatro a las que Mann aludiría posteriormente siempre de forma despectiva y que acabó destruyendo, por lo que se conservan pocos textos suyos de juventud. En 1893, editó con su amigo Otto Grautoff una revista llamada Der Frühlingssturm (Tormenta de primavera) de la que se conserva un número que contiene un ensayo sobre Heine, algunas poesías y un relato titulado «Visión». Mann afirmó más tarde que estos primeros intentos con el género narrativo se inspiraban en el grupo de los simbolistas vieneses encabezado por Hermann Bahr.
A los cincuenta y un años de edad, el 13 de octubre de 1891, murió su padre tras dejar en su testamento dispuesta la liquidación de la empresa y, unos meses después, su madre se mudó con los tres hijos pequeños a Múnich. En cuanto pudo disponer de ella, la herencia paterna le proporcionó una renta mensual de entre 160 y 180 marcos, cantidad que en la época permitía por sí sola vivir con holgura, hasta que la guerra y la posterior hiperinflación de 1923 hicieron que perdiera todo su valor.

### Múnich (1894-1913)

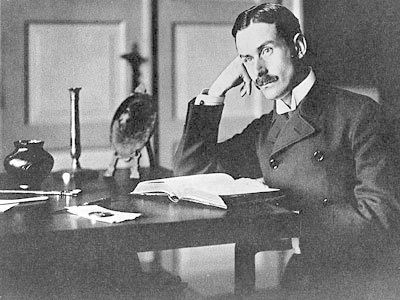
Thomas Mann en Múnich (1906)

Tras terminar sus estudios en el Katharineum, sin haber obtenido el título de bachiller, se reunió a finales de marzo de 1894 con su familia en Múnich, al principio en casa de su madre y después en sucesivos domicilios propios, siempre en el barrio bohemio de Schwabing. En octubre de ese mismo año ya consiguió publicar en la revista Die Gesellschaft una novela corta, La caída. También acudió como oyente durante dos semestres a la Universidad Técnica de Múnich donde recibió clases de economía, mitología, estética, historia y literatura, hasta que, en julio de 1895 y en compañía de su hermano Heinrich, hizo su primer viaje a Italia, donde permaneció hasta octubre visitando Palestrina y Roma. En agosto también comenzó su colaboración para la revista nacionalista y conservadora Das Zwanzigste Jahrhundert, en la que durante algo más de un año publicó ocho artículos, casi todos reseñas. Tras ver rechazadas varias publicaciones finalmente la revista Simplicissimus le aceptó La voluntad de ser feliz, relato escrito en diciembre de 1895 al que siguió un año después El pequeño señor Friedemann, la obra que le permitió comenzar a hacerse realmente un nombre como escritor.
Entre octubre de 1896 y abril de 1898 viajó de nuevo por Italia en compañía de Heinrich. En esta ocasión visitaron Venecia y Nápoles para regresar nuevamente a Palestrina y Roma, donde en octubre de 1897, en el apartamento de Heinrich en la Via Torre Argentina 34, comenzó la redacción de su primera gran obra, la novela Los Buddenbrook. Al volver de Italia Mann comenzó a trabajar, hasta enero de 1900, en la revista Simplicissimus y realizó un breve servicio militar a la vez que seguía puliendo el manuscrito de Los Budenbrook, que entregó para su publicación a finales de 1900, aunque no se imprimió hasta octubre de 1901. A estos años corresponden sus lecturas de Schopenhauer, autor al que seguramente llegó por intermedio de Nietzsche, y que tuvo gran influencia tanto en esta su primera gran novela como en el resto de su obra. Algunas otras obras suyas de finales de siglo (poemas, dramas, novelas cortas y ensayos) no se han conservado porque posteriormente las consideró de poco valor y destruyó.
Entre 1900 y 1903 mantuvo una intensa amistad de connotaciones homoeróticas con el pintor y violinista Paul Ehrenberg. Mann reflejó su relación con Ehrenberg en muchos de sus libros, sobre todo en Doctor Faustus, obra que escribió en los años 1940, pero cuyos apuntes preliminares datan de 1901; en ella el personaje de Rudi Schwerdtfeger es el alter ego de Ehrenberg. A través de sus cartas y diarios también se tiene noticia de una joven muniquesa a la que trató en los meses previos a su primer viaje a Italia, y de Mary Smith, una turista inglesa a la que conoció durante el mes que pasó en Florencia en 1901. En ambos casos la descripción de Mann hace pensar en un cortejo serio con fines matrimoniales.

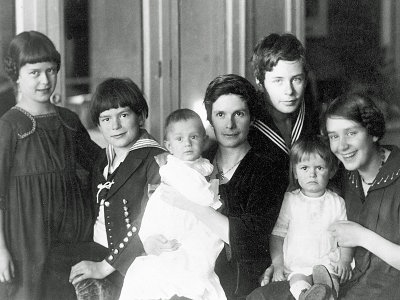
Katia Mann y sus seis hijos (1919).
De izquierda a derecha, Monika, Golo, Michael, Katia, Klaus, Elisabeth y Erika.

A finales de 1903 o principios de 1904 conoció a Katia Pringsheim, hija de una prominente familia de intelectuales y artistas de origen judío cuyo padre, Alfred Pringsheim, era un famoso matemático, estudios que ella misma cursó de forma un tanto excepcional en la época. Se comprometieron el 4 de octubre de 1904 y la boda tuvo lugar el 11 de febrero de 1905; ceremonia que no pudo celebrarse por la iglesia ya que el padre de Katia se oponía a una boda protestante y ella misma no profesaba religión alguna. Los Mann tuvieron seis hijos: Erika (1905-1969), Klaus (1906-1949), Golo (1909-1994), Monika (1910-1992), Elisabeth (1918-2002) y Michael (1919-1977), todos los cuales llegarían a adquirir mayor o menor relevancia por derecho propio. Mann utilizó como materia literaria en la novela Alteza Real su noviazgo y boda con Katia (Imma Spoelmann) y hasta llegó a reproducir alguna de las cartas que intercambiaron, pero a causa de sus nuevas relaciones familiares estas alusiones autobiográficas empezaron a causarle problemas, en un momento en que además tuvo que retrasar la publicación de Sangre de Welsungos cuando se interpretaron como antisemitas algunos de sus pasajes.
El 30 de julio de 1910 la hermana de Mann, Carla, se suicidó en la casa familiar de Polling (Weilheim) adonde su madre se había mudado en 1906. Carla, una actriz sin demasiado éxito, estaba a punto de casarse cuando fue víctima del chantaje de un antiguo amante y acabó con su vida al no encontrar apoyo en su futuro marido. La reacción de Thomas, que reprochó a Carla no haber buscado refugio en la familia, fue una de las causas del inicio del distanciamiento con su hermano Heinrich.
Durante los años previos a la Primera Guerra Mundial la fama y el prestigio de Mann no dejaron de crecer a la vez que su posición social: construyó en 1908 una gran casa de veraneo en Bad Tölz y una mansión familiar en Múnich a la que se mudaron en enero de 1914. Pero a la vez son también años de inseguridad literaria en los que inició muchos proyectos que no llegó a culminar, algunos definitivamente abandonados, como una obra sobre Federico el Grande y la novela social Maya. Quizá la única gran obra de esta época sea La muerte en Venecia, en la que el famoso escritor Gustav von Aschenbach no es otro que el mismo Thomas Mann: incluso le atribuye la autoría de sus obras inacabadas y la paternidad de algunos personajes de Los Buddenbrook. El episodio proviene de una visita que Mann realizó a Venecia en 1911, cuando también se alojó en el Grand Hôtel des Bains del Lido y tuvo ocasión de admirar a un joven polaco, identificado en 1965 como el barón Wladyslav Moes, Tadzio en la novela.

### La Primera Guerra Mundial (1914-1918)

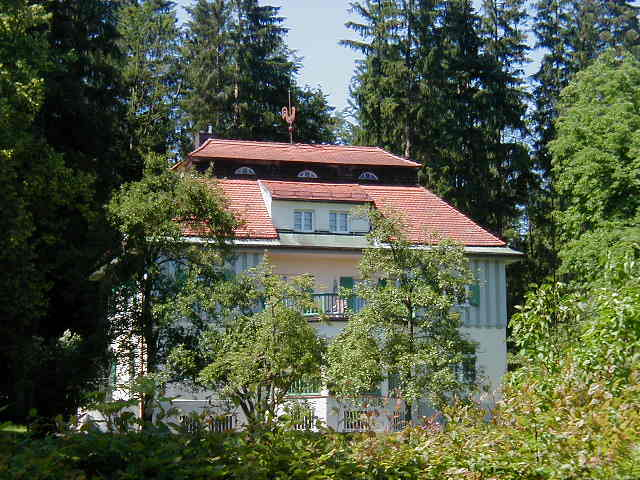
La casa de los Mann en Bad Tölz (1908-1917)

Al estallar la Primera Guerra Mundial Mann adoptó una postura decididamente nacionalista y se sumó al entusiasmo beligerante mayoritario hasta el punto de que en 1917 invirtió en bonos de guerra alemanes, que después perderían todo su valor, los ingresos conseguidos por la venta de su casa de Bad Tölz. Asimismo apoyó el esfuerzo bélico con varios ensayos, entre ellos Reflexiones durante la guerra (1914), Cartas desde el frente (1914), Federico y la gran coalición (1915) y sobre todo Consideraciones de un apolítico (1915-1918).
Las Consideraciones estaban pensadas inicialmente como un simple artículo, pero en 1915 Heinrich Mann publicó su obra Zola, donde se oponía decididamente al militarismo alemán y atacaba frontalmente las tesis de su hermano, lo que hizo que este ampliara su ensayo hasta las dimensiones de un gran libro. Estas diferencias provocaron la ruptura total entre ambos y solo se reconciliaron cuando en 1922 Heinrich contrajo una enfermedad que puso en grave peligro su vida.

### La República de Weimar (1919-1932)

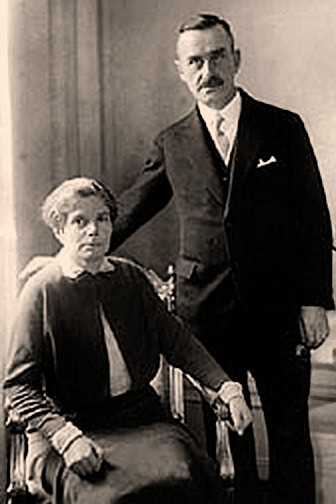
Thomas y Katia Mann en Suecia para la ceremonia de entrega del Premio Nobel de Literatura (1929)

Aunque Mann, como intelectual, siempre se implicó en todo tipo de asuntos públicos, la evolución de sus ideas políticas no siguió nunca unas líneas demasiado coherentes. Inclinado en principio, por temperamento y también bajo la influencia de Katia, a partidos nacionalistas moderados representantes de una burguesía liberal al estilo del DVP de Gustav Stresemann, osciló entre citar con cierta aprobación a autores como Oswald Spengler o incluso Houston Stewart Chamberlain y Dietrich Eckart, y mantener una postura ambivalente tanto frente a la Revolución rusa como a la República Soviética de Baviera, cuya breve existencia experimentó personalmente. En todo caso, el final de la guerra y su resultado le llevaron a convertirse en un destacado defensor de la República de Weimar: no solo hizo constar su respeto por líderes socialdemócratas como Philipp Scheidemann y sobre todo Friedrich Ebert, a quien conocía y frecuentaba, sino que no dudó en firmar manifiestos de apoyo o incluso aceptar cargos, como el de miembro del Consejo Censor Cinematográfico, y más tarde de la Academia de las Artes de Prusia, cuya sección de literatura contribuyó a fundar. Particularmente importante, y en abierto contraste con muchos intelectuales de tendencias inicialmente conservadoras y nacionalistas como las suyas, fue su temprana oposición frontal al nazismo. En 1921, cuando el movimiento estaba todavía en formación, ya lo calificó de «disparate con esvástica» y, posteriormente, a pesar de que él mismo utilizaba en sus escritos los estereotipos raciales extendidos en la época, definió como una infamia el antisemitismo radical del que hicieron bandera los nazis en su ascenso al poder.
El final de la guerra le permitió continuar sus proyectos literarios interrumpidos, y así retomó en 1919 la escritura de La montaña mágica, que había comenzado en 1913 y publicó en 1924 con un enorme éxito inmediato. En la década de 1920 su fama ya era mundial (lo que le proporcionó importantes ingresos adicionales en dólares durante la hiperinflación de 1922-1923) y no cesó de recibir honores y reconocimientos, que culminaron en 1929 con la concesión del Premio Nobel de Literatura.
En la atmósfera de mayor libertad de los años de Weimar, Mann se pronunció públicamente con mayor asiduidad sobre temas relacionados con la homosexualidad, y llegó a firmar una petición al Reichstag para que se revocara su penalización. Plasmó su postura sobre todo en reseñas y comentarios a obras de autores como Paul Verlaine, Walt Whitman, André Gide o August von Platen, aunque siempre sin hacer patentes sus preferencias personales, algo sobre lo que siempre evitó que trascendiera cualquier discusión pública. En agosto de 1927, en Kempen (isla de Sylt), conoció a Klaus Heuser, un joven por el que se sintió atraído y que pasó a formar parte de su «galería», aunque años después Heuser afirmó que Mann había malinterpretado sus muestras de amabilidad. En cualquier caso, repasó las notas sobre el episodio para incorporar el material en José y sus hermanos, tetralogía que empezó a escribir en 1926.
También en el verano de 1927, se suicidó Julia, la hermana que le quedaba a Mann y a la que se encontraba muy unido. Se había casado en 1900 con un banquero, pero el matrimonio resultó un fracaso, tenía problemas de adicción a la morfina y finalmente terminó ahorcándose.
Cuando a partir de 1929 y la Gran Depresión el movimiento nazi comenzó a aspirar seriamente al poder, Mann no dejó de exponer en público su oposición frontal. El 17 de febrero de 1930 pronunció en Berlín su «Discurso alemán», en un acto al que acudieron Arnolt Bronnen, Ernst Jünger y su hermano Friedrich para provocar debate, al tiempo que Goebbels daba orden de acudir a una veintena de miembros trajeados de la SA con instrucciones de prestar apoyo en el previsible tumulto. En 1932, a pesar de considerarlo una figura trasnochada, no dudó en apoyar la candidatura de Hindenburg a la presidencia frente a Hitler.

### Exilio en Suiza y los Estados Unidos (1933-1938)

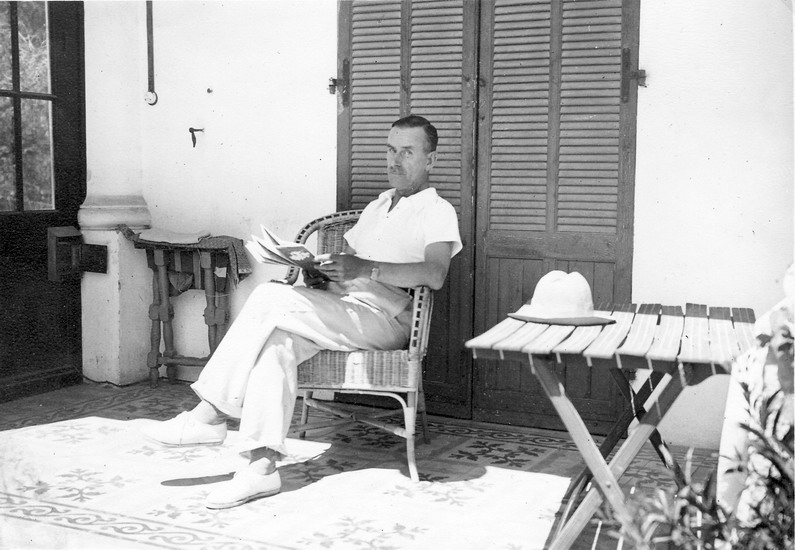
El comienzo del exilio.
Sanary-sur-Mer (1933)

El 11 de febrero de 1933, pocos días después de que el 30 de enero Hitler recibiera el nombramiento de canciller, Mann inició una gira por Ámsterdam, Bruselas y París impartiendo su conferencia «Pasión y grandeza de Richard Wagner», que prolongó con unas vacaciones en Suiza. Aunque inicialmente no percibió demasiado peligro, las noticias de los excesos que empezaban a cometerse en Alemania le hicieron retrasar su regreso y, tras una breve estancia en el sur de Francia, donde después de unas semanas en Bandol pasó el verano en Sanary-sur-Mer, se instaló en Küsnacht, a orillas del lago de Zúrich, su residencia hasta 1938.
El acoso se fue incrementando progresivamente: el 16 de abril de 1933 un grupo de figuras de la cultura (entre ellos Richard Strauss, Hans Pfitzner, Hans Knappertsbusch, Siegmund von Hausegger y Olaf Gulbransson) firmaron en su contra el manifiesto «Protesta de la ciudad de Múnich, hogar de Richard Wagner». Sus automóviles fueron confiscados (para uso de la SA) y también el 15 de agosto la casa de Múnich (en 1937 se puso a disposición de la organización Lebensborn y terminó destruida por los bombardeos aliados). Aunque Mann intentó recurrir, parece que el mismo Reinhard Heydrich se tomó especial interés en su caso hasta que en diciembre de 1936 terminó retirándole oficialmente la ciudadanía alemana, si bien poco antes, el 19 de noviembre, Mann ya había conseguido el pasaporte checoslovaco.
A pesar de todo, y de la insistencia tanto de Katia, como de Klaus, Erika y Golo; Mann se resistió durante mucho tiempo a hacer una denuncia explícita del nuevo régimen nazi. Tenía esperanzas de recuperar algunas de sus propiedades y tampoco quería que se prohibiera su obra en Alemania. Su editorial, la famosa Samuel Fischer, también lo presionaba porque se vería seriamente perjudicada, aunque finalmente, siendo además una empresa «judía» desde el punto de vista nazi, se vio obligada a transferir a Viena la edición de los autores no permitidos, como Stefan Zweig y el propio Thomas Mann, que terminó publicando en el Neue Zürcher Zeitung una condena sin matices el 3 de febrero de 1936. Así, los dos primeros volúmenes de José y sus hermanos, Las historias de Jacob y El joven José, todavía se pudieron publicar en Alemania en 1933 y 1934; mientras que el tercero, José en Egipto, apareció en Viena en 1936 y el último, José el proveedor, tuvo que esperar hasta 1943. Paralelamente, su obra también acabó siendo retirada de bibliotecas y librerías de la Italia fascista en 1938.
El 19 de noviembre de 1936 Mann adquirió la nacionalidad checoslovaca y, durante 1937 y 1938, realizó frecuentes viajes impartiendo conferencias, entre ellos tres a los Estados Unidos, adonde se trasladó en septiembre de 1938 tras obtener un puesto académico en la Universidad de Princeton. En esta época centró su actividad literaria, además de en la última parte de la tetralogía de José, en la novela Carlota en Weimar, mientras continuaba con su activismo político: editó la revista antifascista Mass und Wert (Medida y valor) y escribió ensayos de oposición al nazismo como «Esta paz», contra los acuerdos de Múnich, y contra el mismo Adolf Hitler. En este último («Hermano Hitler») es donde aparece la famosa frase, «Donde yo esté está Alemania», que resume su compromiso y actitud ante el exilio.

### La Segunda Guerra Mundial (1939-1945)
El 1 de septiembre de 1939, Mann celebró el estallido de la Segunda Guerra Mundial en Saltsjöbaden (Suecia) con Bertolt Brecht y Helene Weigel. Todos ellos deseaban la guerra para evitar otro acuerdo como el de Múnich que abandonara Polonia en manos de Hitler. Sin embargo, escapar de los nazis resultó complicado para Golo, que se había presentado voluntario para luchar en Francia y había sido hecho prisionero tras su rápido derrumbe, y para Heinrich que también se encontraba en el sur del país. Finalmente escaparon, vía España y Lisboa, para llegar a Nueva York el 13 de octubre de 1940.
En Estados Unidos era una gran celebridad hasta el punto de que Franklin y Eleanor Roosevelt lo recibieron los días 13 y 14 de enero de 1941 en la Casa Blanca. En primavera se trasladó desde Princeton a Pacific Palisades (California) mientras no dudaba en utilizar su fama para difundir sus ideas políticas sobre la guerra y sus consecuencias, que en esta época adquieren un matiz cada vez más izquierdista. De particular importancia son sus alocuciones radiofónicas en el programa ¡Oyentes alemanes! de la BBC donde, desde fecha tan temprana como enero de 1942, no dejó de denunciar el proceso de exterminio de los judíos.
Tanto Golo como Klaus se alistaron en el ejército estadounidense. Golo ingresó en el servicio secreto y fue de los primeros en entrar en Alemania, mientras que Klaus participó en la conquista de Italia y, como corresponsal de Stars and Stripes, fue enviado a Alemania ya en mayo de 1945 donde pudo comprobar el grado de destrucción que había llevado la guerra. Lübeck fue una de las primeras ciudades devastadas por los aliados cuando, el 28 de marzo de 1942, la RAF dejó caer sobre la ciudad una mezcla de bombas de alta potencia e incendiarias que convirtieron en ruinas el casco antiguo, pero al contrario que sus hijos, Mann no mostró sentirse afectado por los resultados de los bombardeos. En un programa de la BBC recordó el bombardeo de Coventry y siempre consideró que el haberse dejado arrastrar por Hitler le debía conllevar a Alemania un justo castigo.
En mayo de 1943 comenzó a escribir Doctor Faustus, obra en la que le sirvió de asesor para los aspectos musicales Theodor W. Adorno. El 23 de junio de 1944 Thomas Mann y Katia adquirieron la nacionalidad estadounidense. Ese mismo año apoyó activamente a Roosevelt en la campaña para las elecciones presidenciales en las que consiguió su último mandato. Mientras tanto siguió viajando y dando conferencias, como «Destino y misión» (1943), en la que adoptó posiciones más próximas al marxismo que en ningún otro momento y, más tarde, «Alemania y los alemanes» (1945) y «Los campos» (1945), sobre los crímenes cometidos en los campos de concentración que se estaban siendo liberados en esa misma época.

### Posguerra (1946-1951)
Terminada la guerra Mann se mostró remiso a volver a Alemania, a pesar de que recibió varias peticiones públicas, entre ellas la de Walter von Molo. Estaba bien informado por sus hijos de la situación interna y también Erika insistió en ello, no solo por la situación caótica sino por el riesgo de manipulación política por parte de los aliados. Molo solicitaba su presencia y ayuda como intelectual, pero también había graves diferencias entre los exiliados y opositores al nazismo. Bertolt Brecht ya le había reprochado en 1943 su indiferencia ante los opositores demócratas que se habían quedado en Alemania y, en una famosa polémica, el escritor Frank Thiess incluso llegó a contraponer la comodidad de los que habían optado por huir al extranjero frente a los que sufrieron la guerra desde Alemania. La polémica se complicaba porque muchos de los representantes del «exilio interior» habían mantenido grados variables de colaboración con el régimen de Hitler.
El 21 de mayo de 1949, atormentado y adicto a las drogas, murió el hijo mayor de Mann, Klaus. El 11 de marzo de 1950 murió su hermano Heinrich. Aunque a su llegada a Estados Unidos Heinrich había conseguido un contrato como guionista para Warner Brothers, problemas como el alcoholismo de su esposa Nelly lo sumieron en problemas económicos tan graves que Katia y Thomas terminaron por tener que pasarle una asignación mensual.

### Regreso a Europa y años finales (1952-1955)
A finales de los años 1940 Mann comenzó a sentirse incómodo en Estados Unidos. Se había desencadenado la persecución macartista y los escritos más izquierdistas de Mann así como su visita a Weimar, en la zona de ocupación soviética, le valieron la acusación de «compañero de viaje» («America's fellow traveler Nr. I») así como de «antifascismo prematuro». Más incómoda era la situación de Erika, mucho más radical que su padre, que había sido interrogada por el FBI como sospechosa de agente a sueldo de Stalin y «miembro del partido». Así que finalmente, en julio de 1952, decide instalarse definitivamente en Suiza.
Desde Suiza visitó varias veces ambas partes de Alemania y recibió en cada una de ellas múltiples homenajes, entre ellos el Premio Goethe (Alemania del Oeste) y el Premio Nacional Goethe (Alemania del Este). También fue nombrado presidente de honor de la Deutsche Schillerstiftung en Weimar (1953) y ciudadano de honor de su ciudad natal, Lübeck (1955). 
El 18 de julio de 1955, mientras se encontraba en la localidad holandesa de Noordijk, Mann comenzó a sentir un fuerte dolor en la pierna izquierda, por lo que se decidió su traslado en avión a Zúrich. Aunque se le dijo que se trataba de una simple «flebitis», la causa real había sido una trombosis que, en la mañana del 12 de agosto, desembocó en el desgarro de la aorta abdominal. Murió a las ocho horas de esa misma tarde acompañado de su hija Erika y de su mujer Katia.

## Obra

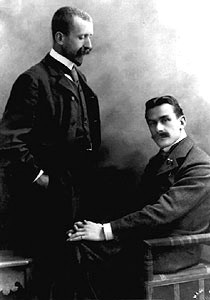
Los hermanos Thomas y Heinrich.

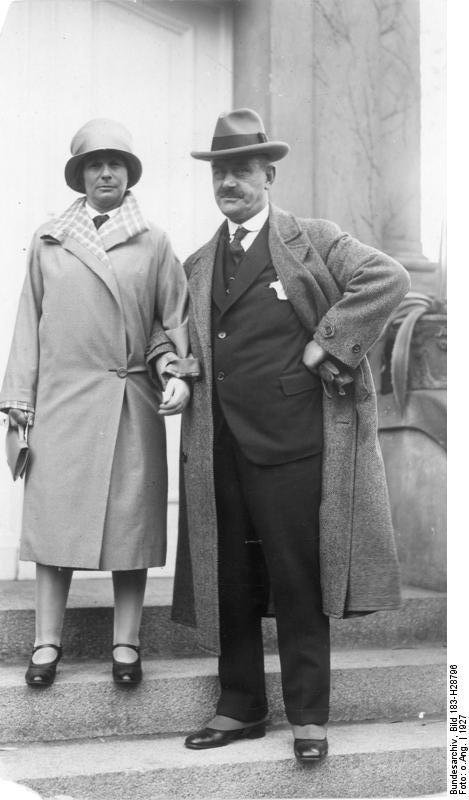
Thomas y Katia en 1927.

Basada en la propia familia de Mann, la novela Los Buddenbrook (en algunos de cuyos pasajes el autor utiliza el bajo alemán, hablado en el norte del país) narra el declive de una familia de comerciantes de Lübeck, a lo largo de tres generaciones. 
En esta etapa inicial de su obra centró la atención en la conflictiva relación entre el arte y la vida, que abordó en Tonio Kröger, Tristán y La muerte en Venecia, y culminaría posteriormente con Doctor Faustus. En La muerte en Venecia describe las vivencias de un escritor en una Venecia asolada por el cólera; dicha obra supone la culminación de las ideas estéticas del autor, que elaboró una peculiar psicología del artista. 
La montaña mágica (Der Zauberberg, 1924), por su parte, cuenta la historia de un estudiante de ingeniería que planea visitar a un primo enfermo en un sanatorio suizo con objeto de hacerle compañía por espacio de tres semanas, que finalmente se transforman en siete años. Durante este tiempo el protagonista, Hans Castorp, pondrá en oposición a la medicina y su particular punto de vista sobre la fisiología humana, se enamorará y trabará relación con multitud de interesantes personajes, cada uno con su particular forma de ser e ideología política. A través de todo ello, Mann hace repaso de la civilización europea contemporánea. La novela, que empezó a escribir en 1913, muestra su evolución ideológica durante aquellos años: terminada la guerra retomó la redacción reescribiendo todo el material anterior e incorporó el impacto que le produjo la experiencia bélica que había atravesado Alemania.
Mann fue laureado con el Premio Nobel en 1929 principalmente en reconocimiento a la inmensa popularidad que cosechó tras la publicación de Los Buddenbrook (1901) y La montaña mágica, así como por sus numerosos relatos breves, aunque en el acto de entrega solo se citó expresamente la primera de estas obras.
Novelas posteriores: Carlota en Weimar (1939), en la cual Mann regresa al mundo retratado por Goethe en Las desventuras del joven Werther (1774). En Doctor Faustus (1947), el autor toma como referentes la antigua leyenda alemana de Fausto, así como sus distintas versiones (Christopher Marlowe, Goethe), además de varios elementos de las vidas y obra de Nietzsche, Beethoven y Arnold Schönberg. La novela narra la historia del compositor Adrian Leverkühn, quien pacta con el diablo para alcanzar la gloria artística. A través de la trágica figura de su protagonista, Mann traza un depurado diseño de la corrupción de la cultura alemana de su tiempo, que acabaría desembocando en los horrores de la Segunda Guerra Mundial.
Obra fundamental es la tetralogía José y sus hermanos (1933–1942), una imaginativa versión de la historia bíblica de José, relatada en los capítulos 37 a 50 del Libro del Génesis. El primer volumen cuenta el establecimiento de la familia de Jacob, el padre de José. El segundo relata la vida del joven José, que aún no ha recibido los grandes dotes que le esperan, y su enemistad con sus diez hermanos, los cuales acaban traicionándolo y vendiéndolo como esclavo a Egipto. En el tercer tomo José se convierte en mayordomo de Putifar, pero acaba encarcelado al rechazar las insinuaciones de la esposa de su benefactor. El último libro muestra al maduro José en el cargo de administrador de los graneros de Egipto. El hambre atrae a los hermanos de José a este país, y José organiza hábilmente una escena para darse a conocer a aquellos. Al final, la reconciliación reúne de nuevo a toda la familia.
Otra novela destacada es Confesiones del estafador Felix Krull (1954), que quedó inconclusa a la muerte del escritor, aunque iniciada cuando era joven escritor, recuperó la ironía acerca de la naturaleza del ser humano que había caracterizado muchas de sus obras precedentes. 
Los diarios personales de Mann, hechos públicos en 1975, revelan su lucha interna contra una homosexualidad siempre latente, la cual halló reflejo en sus libros, muy señaladamente en su conocida obra Muerte en Venecia (Der Tod in Venedig, 1912), en la que el envejecido protagonista se enamora de un muchacho de catorce años llamado Tadzio. En el libro de Gilbert Adair The Real Tadzio, se describe cómo, en el verano de 1911, Mann se alojó en el Grand Hôtel des Bains de Venecia con su mujer y un hermano, sintiéndose atraído por un niño polaco de once años, llamado Władysław Moes. Considerado un clásico de la literatura homosexual, Muerte en Venecia ha sido objeto de una película de Visconti y de una ópera de Britten.
Alfred Kerr, crítico alemán detractor del escritor, se refirió sarcásticamente a la novela, ya que «hacía de la pederastia algo disculpable si era ejercida por las cultivadas clases medias». Mann tuvo en su juventud una estrecha relación con el joven violinista y pintor Paul Ehrenberg de la que no se conoce su trascendencia. Sin embargo, el escritor eligió casarse y tener familia. Sus obras también presentan otros temas sexuales, como el incesto, en la obra El elegido.
En La muerte en Venecia, por otra parte, asistimos al simbólico encuentro entre la belleza y la resistencia al natural declive de la edad, la decadencia, ambas personificadas en la figura de Gustav von Aschenbach, personaje que actúa al mismo tiempo como metáfora del ideal de pureza del régimen Nazi (recordando a la vez la crítica de Nietzsche del ascetismo tradicional, negador de la vida). Mann valoraba igualmente las aportaciones de otras culturas; adaptó, por ejemplo, una antigua fábula india a una de sus obras, Las cabezas trocadas.
El influjo de Nietzsche en Mann es fácilmente detectable a lo largo de toda su obra, especialmente en lo referente a las ideas de Nietzsche sobre la decadencia y las relaciones entre enfermedad y creatividad. Las dos primeras contribuirían a remediar la osificación a que había llegado la tradicional civilización de Occidente. De esta manera, la «superación» a que alude Mann en la introducción de La montaña mágica y la apertura a un mundo nuevo de posibilidades que se abren ante su protagonista, el joven Hans Castorp, se producen en un contexto, en efecto, de enfermedad, como es un sanatorio de montaña.
Su trabajo es el registro de una conciencia vitalista abierta a múltiples posibilidades, es decir, que expone muy bien las tensiones inherentes a la más o menos fructífera contemplación de dichas posibilidades. Él mismo lo resumió del siguiente modo, con motivo de la concesión del Premio Nobel: «El valor y la significación de mi trabajo han de dejarse al juicio de la historia; para mí no tienen otro sentido que una vida conducida conscientemente, es decir, concienzudamente».

Tomada en su conjunto, la carrera de Mann es un ejemplo notable de la «pubertad reiterada» que Goethe pensó característica del hombre de genio. Tanto en estilo como en pensamiento, experimentó mucho más atrevidamente de lo que comúnmente se supone. Con Los Buddenbrook asistimos a una de las últimas novelas al viejo estilo, un paciente y detallista diseño de las fortunas e infortunios de una familia.
(Henry Hatfield, en Thomas Mann, 1962)

### Novela

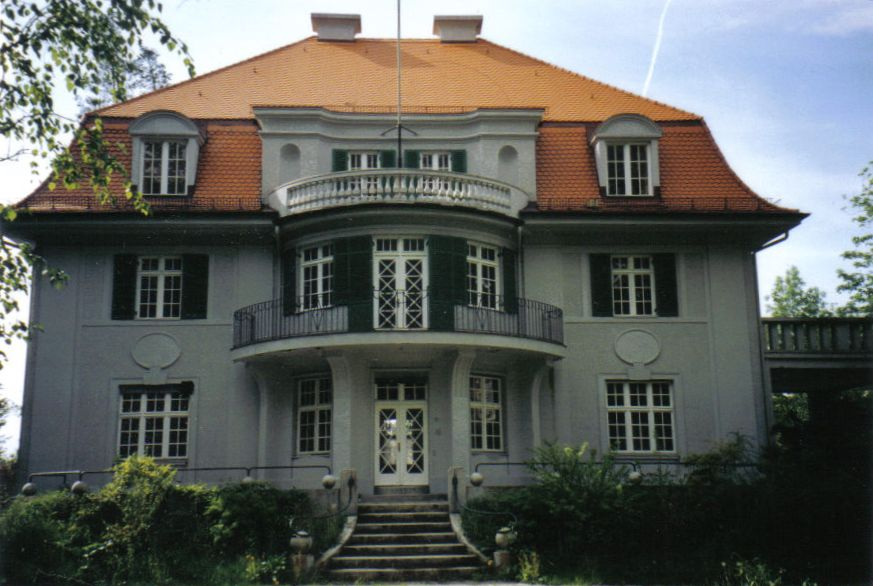
Villa Mann en Múnich

- 1901 Los Buddenbrook (Buddenbrooks – Verfall einer Familie)
- 1909 Alteza real (Königliche Hocheit)
- 1924 La montaña mágica (Der Zauberberg)
- 1933-1943 José y sus hermanos (Joseph und seine Brüder)
  - 1933 Historia de Jacob (Die Geschichten Jaakobs)
  - 1934 El joven José (Der junge Joseph)
  - 1936 José en Egipto (Joseph in Ägypten)
  - 1943 José el Proveedor (Joseph, der Ernährer)
- 1939 Carlota en Weimar (Lotte in Weimar)
- 1947 Doktor Faustus (Doktor Faustus)
- 1951 El elegido (Der Erwählte)
- 1953 El cisne negro (Die Betrogene: Erzählung)
- 1954 Confesiones del estafador Félix Krull (Bekenntnisse des Hochstaplers Felix Krull. Der Memoiren erster Teil); inacabada

### Narrativa breve
- 1893 Visión (Vision)
- 1894 La caída (Gefallen)
- 1896 La voluntad de ser feliz (Der Wille zum Glück)
- 1897 La muerte (Der Tod)
- 1897 El pequeño señor Friedemann (Der kleine Herr Friedemann)
- 1897 El payaso (Der Bajazzo)
- 1898 Decepción
- 1898 Tobías Mindernickel (Tobias Mindernickel)
- 1899 El armario (Der Kleiderschrank)
- 1899 Venganza
- 1900 Luisita (Luischen)
- 1900 El camino al cementerio (Der Weg zum Friedhof)
- 1902 Gladius Dei
- 1902 Tristán (Tristan)
- 1903 Tonio Kröger
- 1903 Los hambrientos. Un estudio
- 1903 El niño prodigio (Das Wunderkind)
- 1904 Un instante de felicidad (Ein Glück)
- 1904 En casa del profeta (Beim Propheten)
- 1905 Hora difícil (Schwere Stunde)
- 1905 Sangre de Welsungos (Wälsungenblut)
- 1908 Anécdota (Anekdote)
- 1909 Accidente ferroviario (Das Eisenbahnglück)
- 1911 De cómo Jappe y Do Escobar se ensarzaron en una pelea (Wie Jappe und Do Escobar sich prügelten)
- 1912 La muerte en Venecia (Der Tod in Venedig)
- 1918 Señor y perro (Herr und Hund; Gesang vom Kindchen: Zwei Idyllen)
- 1923 Tristán e Isolda (Tristan und Isolde)
- 1925 Desorden y penas tempranas (Unordnung und frühes Leid)
- 1930 Mario y el mago (Mario und der Zauberer)
- 1940 Las cabezas trocadas (Die vertauschten Köpfe – Eine indische Legende)
- 1943 La ley (Das Gesetz)
- 1953 La engañada (Die Betrogene)

### Ensayo
- Bilse und ich (1906)
- Im Spiegel (1907)

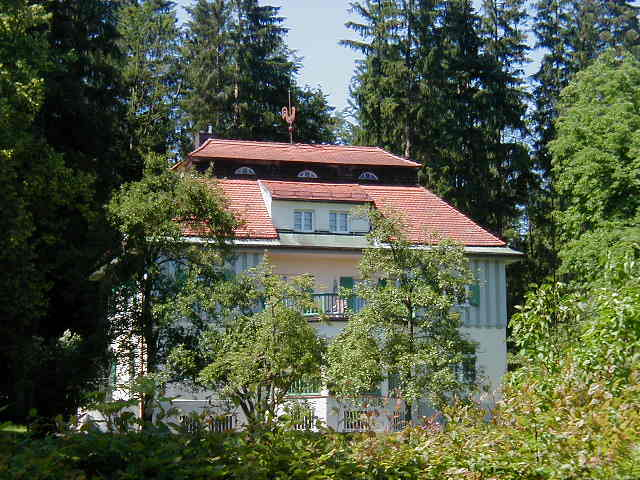
Su casa en Bad-Tölz.

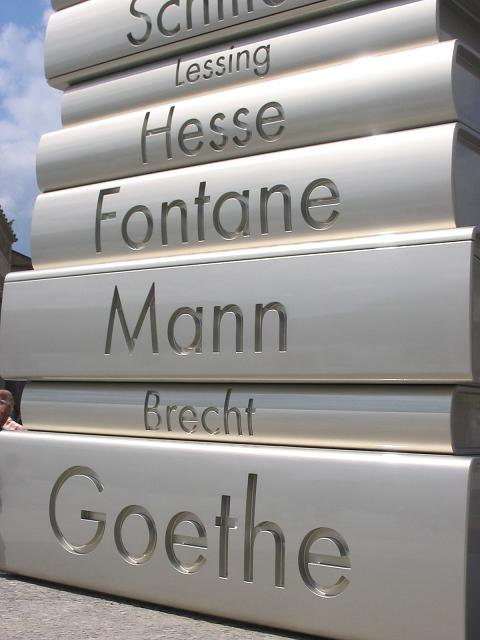
Escultura levantada en el Paseo de las Ideas de Berlín, en 2006, para conmemorar la invención de la imprenta a cargo de Johannes Gutenberg.

- Friedrich und die große Koalition (1915)  Archivado el 14 de octubre de 2007 en Wayback Machine.
- Consideraciones de un apolítico (Betrachtungen eines Unpolitischen (1918)  Archivado el 14 de octubre de 2007 en Wayback Machine.), traducción al español de León Mames.[84]
- Goethe und Tolstoi (1923)  Archivado el 14 de octubre de 2007 en Wayback Machine.
- Von deutscher Republik (1923)  Archivado el 14 de octubre de 2007 en Wayback Machine.
- Lübeck als geistige Lebensform (1926)  Archivado el 14 de octubre de 2007 en Wayback Machine.
- Theodor Fontane (1928)  (enlace roto disponible en Internet Archive; véase el historial, la primera versión y la última).
- Deutsche Ansprache. Ein Appell an die Vernunft. (1930)  (enlace roto disponible en Internet Archive; véase el historial, la primera versión y la última).
- Goethe als Repräsentant des bürgerlichen Zeitalters (1932)  (enlace roto disponible en Internet Archive; véase el historial, la primera versión y la última).. En Cervantes, Goethe, Freud
- Goethe und Tolstoi. Zum Problem der Humanität. (1932)  Archivado el 14 de octubre de 2007 en Wayback Machine.
- Goethes Laufbahn als Schriftsteller (1933)  Archivado el 14 de octubre de 2007 en Wayback Machine.
- Leiden und Größe Richard Wagners (1933)
- Freud und die Zukunft (1936)  Archivado el 14 de octubre de 2007 en Wayback Machine.. En Schopenhauer, Nietzsche, Freud.
- Vom zukünftigen Sieg der Demokratie (1938)  Archivado el 14 de octubre de 2007 en Wayback Machine.
- Schopenhauer (1938)  Archivado el 14 de octubre de 2007 en Wayback Machine.. En Schopenhauer, Nietzsche, Freud.
- Achtung, Europa! (1938)  Archivado el 14 de octubre de 2007 en Wayback Machine.
- Dieser Friede (1938)  Archivado el 14 de octubre de 2007 en Wayback Machine.
- Das Problem der Freiheit (1939)
- Dieser Krieg (1940)
- Oíd, alemanes: discursos radiofónicos contra Hitler (Deutsche Hörer (1942)  Archivado el 14 de octubre de 2007 en Wayback Machine.)
- Deutschland und die Deutschen (1945)  Archivado el 14 de octubre de 2007 en Wayback Machine.
- Nietzsches Philosophie im Lichte unserer Erfahrung (1947)  Archivado el 14 de octubre de 2007 en Wayback Machine.. En Schopenhauer, Nietzsche, Freud
- Neue Studien (1948)
- Goethe und die Demokratie (1949)  Archivado el 14 de octubre de 2007 en Wayback Machine.
- Ansprache im Goethejahr 1949  Archivado el 14 de octubre de 2007 en Wayback Machine.
- Meine Zeit (1950)  Archivado el 14 de octubre de 2007 en Wayback Machine.
- Michelangelo in seinen Dichtungen (1950)  Archivado el 14 de octubre de 2007 en Wayback Machine.
- Der Künstler und die Gesellschaft (1953)  Archivado el 14 de octubre de 2007 en Wayback Machine.
- Gerhart Hauptmann (1952)  Archivado el 14 de octubre de 2007 en Wayback Machine.
- Versuch über Schiller (1955)
- Richard Wagner y la música (Wagner und unsere Zeit), recopilado por Erika Mann.

### Memorias
- 1930 Relato de mi vida (Lebensabriß)

### Diarios
- Diarios 1918 -1955 (Tagebücher)

### Teatro
- 1906 Fiorenza
- 1954 Luthers Hochzeit (fragmento)

## Árbol genealógico de la familia Dohm-Mann
|                      |  |  |  |  |  |  |  |                      |                      |                      |                      |                      |                      |  |  |                             |                             |                             |                             |                             |                             |  |  |                       |                       |                       |                       |                       |                       |  |  |                          |                          |                          |                          |                          |                          |  |  |                  |                  |                  |                  |                  |                  |  |  |  |  |  |  |  |  |  |  |
|                      |  |  |  |  |  |  |  |                      |                      |                      |                      |                      |                      |  |  |                             |                             |                             |                             |                             |                             |  |  | Heinrich Mann         |                       |                       |                       |                       |                       |  |  |                          |                          |                          |                          |                          |                          |  |  |                  |                  |                  |                  |                  |                  |  |  |  |  |  |  |  |  |  |  |
|                      |  |  |  |  |  |  |  |                      |                      |                      |                      |                      |                      |  |  |                             |                             |                             |                             |                             |                             |  |  |                       |                       |                       |                       |                       |                       |  |  |                          |                          |                          |                          |                          |                          |  |  |                  |                  |                  |                  |                  |                  |  |  |  |  |  |  |  |  |  |  |
|                      |  |  |  |  |  |  |  |                      |                      |                      |                      |                      |                      |  |  |                             |                             |                             |                             |                             |                             |  |  |                       |                       |                       |                       |                       |                       |  |  |                          |                          |                          |                          |                          |                          |  |  |                  |                  |                  |                  |                  |                  |  |  |  |  |  |  |  |  |  |  |
|                      |  |  |  |  |  |  |  |                      |                      |                      |                      |                      |                      |  |  |                             |                             |                             |                             |                             |                             |  |  | Julia Mann            |                       |                       |                       |                       |                       |  |  |                          |                          |                          |                          |                          |                          |  |  |                  |                  |                  |                  |                  |                  |  |  |  |  |  |  |  |  |  |  |
|                      |  |  |  |  |  |  |  |                      |                      |                      |                      |                      |                      |  |  |                             |                             |                             |                             |                             |                             |  |  |                       |                       |                       |                       |                       |                       |  |  |                          |                          |                          |                          |                          |                          |  |  |                  |                  |                  |                  |                  |                  |  |  |  |  |  |  |  |  |  |  |
|                      |  |  |  |  |  |  |  |                      |                      |                      |                      |                      |                      |  |  | Thomas Johann Heinrich Mann |                             |                             |                             |                             |                             |  |  |                       |                       |                       |                       |                       |                       |  |  |                          |                          |                          |                          |                          |                          |  |  |                  |                  |                  |                  |                  |                  |  |  |  |  |  |  |  |  |  |  |
|                      |  |  |  |  |  |  |  | Ludwig Herman Bruhns | Ludwig Herman Bruhns | Ludwig Herman Bruhns | Ludwig Herman Bruhns | Ludwig Herman Bruhns | Ludwig Herman Bruhns |  |  |                             |                             |                             |                             |                             |                             |  |  | Carla Mann            | Carla Mann            | Carla Mann            | Carla Mann            | Carla Mann            | Carla Mann            |  |  | Gustaf Gründgens         | Gustaf Gründgens         | Gustaf Gründgens         | Gustaf Gründgens         | Gustaf Gründgens         | Gustaf Gründgens         |  |  |                  |                  |                  |                  |                  |                  |  |  |  |  |  |  |  |  |  |  |
|                      |  |  |  |  |  |  |  | Ludwig Herman Bruhns | Ludwig Herman Bruhns | Ludwig Herman Bruhns | Ludwig Herman Bruhns | Ludwig Herman Bruhns | Ludwig Herman Bruhns |  |  |                             |                             |                             |                             |                             |                             |  |  | Carla Mann            | Carla Mann            | Carla Mann            | Carla Mann            | Carla Mann            | Carla Mann            |  |  | Gustaf Gründgens         | Gustaf Gründgens         | Gustaf Gründgens         | Gustaf Gründgens         | Gustaf Gründgens         | Gustaf Gründgens         |  |  |                  |                  |                  |                  |                  |                  |  |  |  |  |  |  |  |  |  |  |
|                      |  |  |  |  |  |  |  |                      |                      |                      |                      |                      |                      |  |  | Júlia da Silva Bruhns       |                             |                             |                             |                             |                             |  |  |                       |                       |                       |                       |                       |                       |  |  |                          |                          |                          |                          |                          |                          |  |  |                  |                  |                  |                  |                  |                  |  |  |  |  |  |  |  |  |  |  |
|                      |  |  |  |  |  |  |  |                      |                      |                      |                      |                      |                      |  |  |                             |                             |                             |                             |                             |                             |  |  |                       |                       |                       |                       |                       |                       |  |  |                          |                          |                          |                          |                          |                          |  |  |                  |                  |                  |                  |                  |                  |  |  |  |  |  |  |  |  |  |  |
|                      |  |  |  |  |  |  |  | Maria da Silva       | Maria da Silva       | Maria da Silva       | Maria da Silva       | Maria da Silva       | Maria da Silva       |  |  |                             |                             |                             |                             |                             |                             |  |  | Viktor Mann           | Viktor Mann           | Viktor Mann           | Viktor Mann           | Viktor Mann           | Viktor Mann           |  |  | Erika Mann               | Erika Mann               | Erika Mann               | Erika Mann               | Erika Mann               | Erika Mann               |  |  |                  |                  |                  |                  |                  |                  |  |  |  |  |  |  |  |  |  |  |
|                      |  |  |  |  |  |  |  | Maria da Silva       | Maria da Silva       | Maria da Silva       | Maria da Silva       | Maria da Silva       | Maria da Silva       |  |  |                             |                             |                             |                             |                             |                             |  |  | Viktor Mann           | Viktor Mann           | Viktor Mann           | Viktor Mann           | Viktor Mann           | Viktor Mann           |  |  | Erika Mann               | Erika Mann               | Erika Mann               | Erika Mann               | Erika Mann               | Erika Mann               |  |  |                  |                  |                  |                  |                  |                  |  |  |  |  |  |  |  |  |  |  |
|                      |  |  |  |  |  |  |  |                      |                      |                      |                      |                      |                      |  |  |                             |                             |                             |                             |                             |                             |  |  |                       |                       |                       |                       |                       |                       |  |  |                          |                          |                          |                          |                          |                          |  |  |                  |                  |                  |                  |                  |                  |  |  |  |  |  |  |  |  |  |  |
|                      |  |  |  |  |  |  |  |                      |                      |                      |                      |                      |                      |  |  | Hans Ernst Dohm             | Hans Ernst Dohm             | Hans Ernst Dohm             | Hans Ernst Dohm             | Hans Ernst Dohm             | Hans Ernst Dohm             |  |  | Thomas Mann           | Thomas Mann           | Thomas Mann           | Thomas Mann           | Thomas Mann           | Thomas Mann           |  |  | W. H. Auden              | W. H. Auden              | W. H. Auden              | W. H. Auden              | W. H. Auden              | W. H. Auden              |  |  |                  |                  |                  |                  |                  |                  |  |  |  |  |  |  |  |  |  |  |
|                      |  |  |  |  |  |  |  |                      |                      |                      |                      |                      |                      |  |  | Hans Ernst Dohm             | Hans Ernst Dohm             | Hans Ernst Dohm             | Hans Ernst Dohm             | Hans Ernst Dohm             | Hans Ernst Dohm             |  |  | Thomas Mann           | Thomas Mann           | Thomas Mann           | Thomas Mann           | Thomas Mann           | Thomas Mann           |  |  | W. H. Auden              | W. H. Auden              | W. H. Auden              | W. H. Auden              | W. H. Auden              | W. H. Auden              |  |  |                  |                  |                  |                  |                  |                  |  |  |  |  |  |  |  |  |  |  |
|                      |  |  |  |  |  |  |  |                      |                      |                      |                      |                      |                      |  |  |                             |                             |                             |                             |                             |                             |  |  |                       |                       |                       |                       |                       |                       |  |  |                          |                          |                          |                          |                          |                          |  |  |                  |                  |                  |                  |                  |                  |  |  |  |  |  |  |  |  |  |  |
|                      |  |  |  |  |  |  |  |                      |                      |                      |                      |                      |                      |  |  |                             |                             |                             |                             |                             |                             |  |  |                       |                       |                       |                       |                       |                       |  |  |                          |                          |                          |                          |                          |                          |  |  |                  |                  |                  |                  |                  |                  |  |  |  |  |  |  |  |  |  |  |
|                      |  |  |  |  |  |  |  |                      |                      |                      |                      |                      |                      |  |  | Hedwig Dohm                 | Hedwig Dohm                 | Hedwig Dohm                 | Hedwig Dohm                 | Hedwig Dohm                 | Hedwig Dohm                 |  |  | Katharina Pringsheim  | Katharina Pringsheim  | Katharina Pringsheim  | Katharina Pringsheim  | Katharina Pringsheim  | Katharina Pringsheim  |  |  | Klaus Mann               | Klaus Mann               | Klaus Mann               | Klaus Mann               | Klaus Mann               | Klaus Mann               |  |  |                  |                  |                  |                  |                  |                  |  |  |  |  |  |  |  |  |  |  |
|                      |  |  |  |  |  |  |  |                      |                      |                      |                      |                      |                      |  |  | Hedwig Dohm                 | Hedwig Dohm                 | Hedwig Dohm                 | Hedwig Dohm                 | Hedwig Dohm                 | Hedwig Dohm                 |  |  | Katharina Pringsheim  | Katharina Pringsheim  | Katharina Pringsheim  | Katharina Pringsheim  | Katharina Pringsheim  | Katharina Pringsheim  |  |  | Klaus Mann               | Klaus Mann               | Klaus Mann               | Klaus Mann               | Klaus Mann               | Klaus Mann               |  |  |                  |                  |                  |                  |                  |                  |  |  |  |  |  |  |  |  |  |  |
|                      |  |  |  |  |  |  |  |                      |                      |                      |                      |                      |                      |  |  |                             |                             |                             |                             |                             |                             |  |  |                       |                       |                       |                       |                       |                       |  |  |                          |                          |                          |                          |                          |                          |  |  |                  |                  |                  |                  |                  |                  |  |  |  |  |  |  |  |  |  |  |
|                      |  |  |  |  |  |  |  |                      |                      |                      |                      |                      |                      |  |  |                             |                             |                             |                             |                             |                             |  |  |                       |                       |                       |                       |                       |                       |  |  |                          |                          |                          |                          |                          |                          |  |  |                  |                  |                  |                  |                  |                  |  |  |  |  |  |  |  |  |  |  |
|                      |  |  |  |  |  |  |  | Ernst Dohm           | Ernst Dohm           | Ernst Dohm           | Ernst Dohm           | Ernst Dohm           | Ernst Dohm           |  |  | Alfred Pringsheim           | Alfred Pringsheim           | Alfred Pringsheim           | Alfred Pringsheim           | Alfred Pringsheim           | Alfred Pringsheim           |  |  | Klaus Pringsheim, Sr. | Klaus Pringsheim, Sr. | Klaus Pringsheim, Sr. | Klaus Pringsheim, Sr. | Klaus Pringsheim, Sr. | Klaus Pringsheim, Sr. |  |  | Golo Mann                | Golo Mann                | Golo Mann                | Golo Mann                | Golo Mann                | Golo Mann                |  |  |                  |                  |                  |                  |                  |                  |  |  |  |  |  |  |  |  |  |  |
|                      |  |  |  |  |  |  |  | Ernst Dohm           | Ernst Dohm           | Ernst Dohm           | Ernst Dohm           | Ernst Dohm           | Ernst Dohm           |  |  | Alfred Pringsheim           | Alfred Pringsheim           | Alfred Pringsheim           | Alfred Pringsheim           | Alfred Pringsheim           | Alfred Pringsheim           |  |  | Klaus Pringsheim, Sr. | Klaus Pringsheim, Sr. | Klaus Pringsheim, Sr. | Klaus Pringsheim, Sr. | Klaus Pringsheim, Sr. | Klaus Pringsheim, Sr. |  |  | Golo Mann                | Golo Mann                | Golo Mann                | Golo Mann                | Golo Mann                | Golo Mann                |  |  |                  |                  |                  |                  |                  |                  |  |  |  |  |  |  |  |  |  |  |
|                      |  |  |  |  |  |  |  |                      |                      |                      |                      |                      |                      |  |  |                             |                             |                             |                             |                             |                             |  |  |                       |                       |                       |                       |                       |                       |  |  |                          |                          |                          |                          |                          |                          |  |  |                  |                  |                  |                  |                  |                  |  |  |  |  |  |  |  |  |  |  |
|                      |  |  |  |  |  |  |  |                      |                      |                      |                      |                      |                      |  |  | Ida Marie Elisabeth Dohm    | Ida Marie Elisabeth Dohm    | Ida Marie Elisabeth Dohm    | Ida Marie Elisabeth Dohm    | Ida Marie Elisabeth Dohm    | Ida Marie Elisabeth Dohm    |  |  |                       |                       |                       |                       |                       |                       |  |  | Monika Mann              | Monika Mann              | Monika Mann              | Monika Mann              | Monika Mann              | Monika Mann              |  |  |                  |                  |                  |                  |                  |                  |  |  |  |  |  |  |  |  |  |  |
|                      |  |  |  |  |  |  |  |                      |                      |                      |                      |                      |                      |  |  | Ida Marie Elisabeth Dohm    | Ida Marie Elisabeth Dohm    | Ida Marie Elisabeth Dohm    | Ida Marie Elisabeth Dohm    | Ida Marie Elisabeth Dohm    | Ida Marie Elisabeth Dohm    |  |  |                       |                       |                       |                       |                       |                       |  |  | Monika Mann              | Monika Mann              | Monika Mann              | Monika Mann              | Monika Mann              | Monika Mann              |  |  |                  |                  |                  |                  |                  |                  |  |  |  |  |  |  |  |  |  |  |
| Gustav Adolph Schleh |  |  |  |  |  |  |  |                      |                      |                      |                      |                      |                      |  |  |                             |                             |                             |                             |                             |                             |  |  |                       |                       |                       |                       |                       |                       |  |  |                          |                          |                          |                          |                          |                          |  |  |                  |                  |                  |                  |                  |                  |  |  |  |  |  |  |  |  |  |  |
|                      |  |  |  |  |  |  |  | Hedwig Dohm          | Hedwig Dohm          | Hedwig Dohm          | Hedwig Dohm          | Hedwig Dohm          | Hedwig Dohm          |  |  | Marie Pauline Adelheid Dohm | Marie Pauline Adelheid Dohm | Marie Pauline Adelheid Dohm | Marie Pauline Adelheid Dohm | Marie Pauline Adelheid Dohm | Marie Pauline Adelheid Dohm |  |  |                       |                       |                       |                       |                       |                       |  |  | Elisabeth Mann           | Elisabeth Mann           | Elisabeth Mann           | Elisabeth Mann           | Elisabeth Mann           | Elisabeth Mann           |  |  | Angelica Borgese | Angelica Borgese | Angelica Borgese | Angelica Borgese | Angelica Borgese | Angelica Borgese |  |  |  |  |  |  |  |  |  |  |
|                      |  |  |  |  |  |  |  | Hedwig Dohm          | Hedwig Dohm          | Hedwig Dohm          | Hedwig Dohm          | Hedwig Dohm          | Hedwig Dohm          |  |  | Marie Pauline Adelheid Dohm | Marie Pauline Adelheid Dohm | Marie Pauline Adelheid Dohm | Marie Pauline Adelheid Dohm | Marie Pauline Adelheid Dohm | Marie Pauline Adelheid Dohm |  |  |                       |                       |                       |                       |                       |                       |  |  | Elisabeth Mann           | Elisabeth Mann           | Elisabeth Mann           | Elisabeth Mann           | Elisabeth Mann           | Elisabeth Mann           |  |  | Angelica Borgese | Angelica Borgese | Angelica Borgese | Angelica Borgese | Angelica Borgese | Angelica Borgese |  |  |  |  |  |  |  |  |  |  |
| Wilhelmine Jülich    |  |  |  |  |  |  |  |                      |                      |                      |                      |                      |                      |  |  |                             |                             |                             |                             |                             |                             |  |  |                       |                       |                       |                       |                       |                       |  |  |                          |                          |                          |                          |                          |                          |  |  |                  |                  |                  |                  |                  |                  |  |  |  |  |  |  |  |  |  |  |
|                      |  |  |  |  |  |  |  |                      |                      |                      |                      |                      |                      |  |  |                             |                             |                             |                             |                             |                             |  |  |                       |                       |                       |                       |                       |                       |  |  |                          |                          |                          |                          |                          |                          |  |  |                  |                  |                  |                  |                  |                  |  |  |  |  |  |  |  |  |  |  |
|                      |  |  |  |  |  |  |  |                      |                      |                      |                      |                      |                      |  |  | Eva Dohm                    | Eva Dohm                    | Eva Dohm                    | Eva Dohm                    | Eva Dohm                    | Eva Dohm                    |  |  |                       |                       |                       |                       |                       |                       |  |  | Giuseppe Antonio Borgese | Giuseppe Antonio Borgese | Giuseppe Antonio Borgese | Giuseppe Antonio Borgese | Giuseppe Antonio Borgese | Giuseppe Antonio Borgese |  |  | Dominica Borgese | Dominica Borgese | Dominica Borgese | Dominica Borgese | Dominica Borgese | Dominica Borgese |  |  |  |  |  |  |  |  |  |  |
|                      |  |  |  |  |  |  |  |                      |                      |                      |                      |                      |                      |  |  | Eva Dohm                    | Eva Dohm                    | Eva Dohm                    | Eva Dohm                    | Eva Dohm                    | Eva Dohm                    |  |  |                       |                       |                       |                       |                       |                       |  |  | Giuseppe Antonio Borgese | Giuseppe Antonio Borgese | Giuseppe Antonio Borgese | Giuseppe Antonio Borgese | Giuseppe Antonio Borgese | Giuseppe Antonio Borgese |  |  | Dominica Borgese | Dominica Borgese | Dominica Borgese | Dominica Borgese | Dominica Borgese | Dominica Borgese |  |  |  |  |  |  |  |  |  |  |
|                      |  |  |  |  |  |  |  |                      |                      |                      |                      |                      |                      |  |  |                             |                             |                             |                             |                             |                             |  |  |                       |                       |                       |                       |                       |                       |  |  |                          |                          |                          |                          |                          |                          |  |  |                  |                  |                  |                  |                  |                  |  |  |  |  |  |  |  |  |  |  |
|                      |  |  |  |  |  |  |  |                      |                      |                      |                      |                      |                      |  |  |                             |                             |                             |                             |                             |                             |  |  |                       |                       |                       |                       |                       |                       |  |  | Michael T. Mann          |                          |                          |                          |                          |                          |  |  |                  |                  |                  |                  |                  |                  |  |  |  |  |  |  |  |  |  |  |
|                      |  |  |  |  |  |  |  |                      |                      |                      |                      |                      |                      |  |  |                             |                             |                             |                             |                             |                             |  |  |                       |                       |                       |                       |                       |                       |  |  |                          |                          |                          |                          |                          |                          |  |  |                  |                  |                  |                  |                  |                  |  |  |  |  |  |  |  |  |  |  |
|                      |  |  |  |  |  |  |  |                      |                      |                      |                      |                      |                      |  |  |                             |                             |                             |                             |                             |                             |  |  |                       |                       |                       |                       |                       |                       |  |  |                          |                          |                          |                          |                          |                          |  |  |                  |                  |                  |                  |                  |                  |  |  |  |  |  |  |  |  |  |  |